# 韦尔贡塞
韦尔贡塞（法語：Vergoncey，法語發音：[vɛʁɡɔ̃sɛ]）是法国芒什省的一个旧市镇，属于阿夫朗什区。2017年，韦尔贡塞与邻近的5个市镇并入市镇圣雅姆。

## 地理
韦尔贡塞（48°33'42"N, 1°23'58"W）面积7.73 平方千米，位于法国诺曼底大区芒什省，该省份为法国西北部沿海省份，西、北、东北三面环大西洋，东起顺时针与卡爾瓦多斯省、奧恩省、马耶讷省和伊勒-维莱讷省接壤。
与韦尔贡塞接壤的市镇（或旧市镇、城区）包括：塞尔翁、拉克鲁瓦阿夫朗尚、克罗隆、瑞耶、马塞、圣瑟涅德伯夫龙。
韦尔贡塞的时区为UTC+01:00、UTC+02:00（夏令时）。

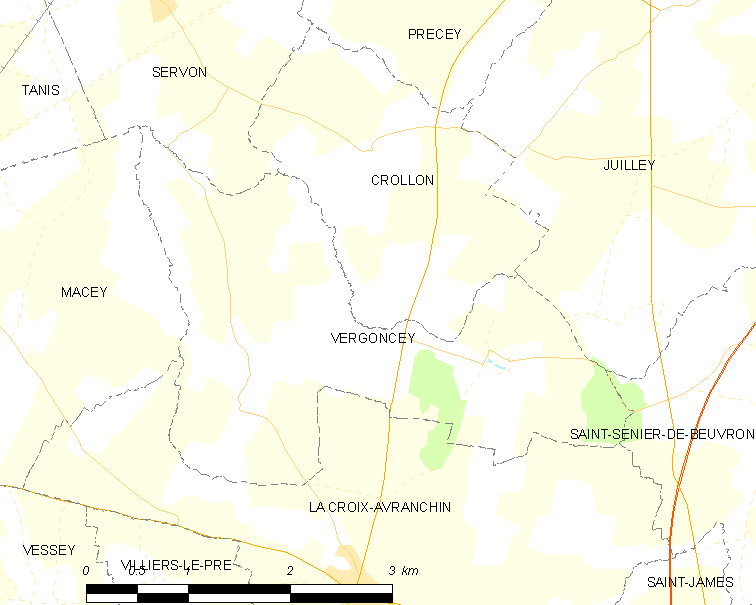
韦尔贡塞的OSM定位图

## 行政
韦尔贡塞的邮政编码为50240，INSEE市镇编码为50627。

## 政治
韦尔贡塞所属的省级选区为圣伊莱尔迪阿库埃县。

## 人口

1962-2008年间韦尔贡塞人口变化图示

韦尔贡塞于2018年1月1日时的人口数量为188人。